# Спас-Помазкіно
Спас-Помазкіно (рос. Спасс-Помазкино) - присілок, підпорядкований місту Волоколамську Московської області Російської Федерації.
Муніципальне утворення — Волоколамський міський округ. У 2006-2019 роках органом місцевого самоврядування було сільське поселення Ярополецьке. Населення становить 21 особу (2016).

## Історія
З 14 січня 1929 року входить до складу новоутвореної Московської області. Раніше належало до Волоколамського повіту Московської губернії. Належало до Волоколамського району до його ліквідації 9 червня 2019 року.
Сучасне адміністративне підпорядкування з 2019 року.

## Населення
| 1852 | 1859 | 1926 | 2002 | 2006 | 2010 | 2013 |
| ---- | ---- | ---- | ---- | ---- | ---- | ---- |
| 676  | ↘653 | ↘555 | ↘15  | ↘7   | ↗9   | ↗21  |
| 2014 | 2015 | 2016 |      |      |      |      |
| →21  | →21  | →21  |      |      |      |      |